# Cotgrave
Cotgrave è un paese di 7 000 abitanti della contea del Nottinghamshire, in Inghilterra.